# Lydia Oulmou
Lydia Oulmou (in arabo ليديا اولمو‎?; Béjaïa, 2 febbraio 1986) è una pallavolista algerina.
Gioca nel ruolo di centrale nel Pays d'Aix Venelles Volley-Ball.

## Carriera
Lydia Oulmou entra a far parte della squadra della sua città, il MB Béjaïa, nel 1998, nel massimo campionato algerino: prima come riserva e poi come titolare resterà legata al club africano per sette stagioni. Nel 2001 ottiene la prima convocazione nella nazionale algerina.
Nella stagione 2005-06 si trasferisce in Francia nell'Istres Ouest Provence Volley-Ball, squadra militante in Pro A, con cui rimarrà per tre stagioni. Con la nazionale raggiunge nel 2007 la prima finale della storia al campionato africano persa contro il Kenya, ma nello stesso anno ottiene il risultato storico di qualificarsi per la prima volta ai Giochi olimpici di Pechino, chiuse poi all'ultimo posto.
Nella stagione 2008-09 viene ingaggiata per un'annata da La Rochette Volley. Nell'estate 2009 vince la sua prima medaglia d'oro con la nazionale al campionato africano, ottiene la prima qualificazione al campionato mondiale e vince la medaglia d'oro ai X Giochi panafricani nel 2011; nella stagione 2009-10 anno ritorna al club di Istres.
Nella stagione 2012-13 passa all'Hainaut Volley di Valenciennes, dove resta per tre annate, per poi passare nella stagione 2014-15 al Pays d'Aix Venelles Volley-Ball, sempre in Ligue A, con il quale conquista la Coppa di Francia 2016-17; con la nazionale vince la medaglia d'argento al campionato africano 2015.

## Palmarès

### Club
- Coppa di Francia: 1

2016-17

### Nazionale (competizioni minori)
- Giochi panafricani 2011

### Premi individuali
- 2009 - Campionato africano: Miglior attaccante
- 2015 - Campionato africano: Miglior servizio